# Alexei Kossygin
Alexei Nikolayevich Kossygin, em russo Алексе́й Никола́евич Косы́гин, (São Petersburgo, 21 de fevereiro de 1904 — Moscou, 18 de dezembro de 1980) foi um político e administrador soviético, que serviu como Primeiro-ministro da União Soviética entre 1964 e 1980.

## Vida
Kossygin juntou-se ao Exército Vermelho em 1919, aos quinze anos de idade, e lutou com os bolchevistas na Guerra Civil Russa sendo ainda um adolescente. Após a guerra ele recebeu educação secundária no Colégio Cooperativo de Leningrado e foi trabalhar na Sibéria, juntando-se ao Partido Comunista em 1927. Nos anos 1930 cursou o Instituto Têxtil de Leningrado, trabalhando depois como engenheiro até alcançar a posição de diretor de uma fábrica têxtil na cidade.
O expurgo levado a cabo por Joseph Stalin, no começo dos anos 1930, abriu grandes espaços vagos na administração do partido, permitindo a Kossygin um trabalho de tempo integral nela, primeiro como chefe do departamento de transporte e indústria de Leningrado e depois como prefeito da cidade. Em 1939, integrou-se ao gabinete soviético como Comissário do Povo para a indústria têxtil, sendo eleito para o Comitê Central do Partido Comunista da URSS naquele mesmo ano.
Durante a Segunda Guerra Mundial, aumentou suas atividades e responsabilidades políticas no regime, ocupando o cargo de vice-presidente do Conselho de Comissários do Povo da União Soviética. Após o conflito, foi alçado a membro-candidato do Politburo tornando-se membro integral em 1948. Serviu brevemente como ministro das finanças da URSS por um breve período de meses neste mesmo ano e então como ministro da indústria leve até 1953.
Com a morte de Stalin em março de 1953, foi temporariamente diminuído na hierarquia e no poder político dentro do partido, mas como aliado constante de Nikita Kruschev sua carreira política logo cresceu novamente. Em 1959 foi nomeado chefe do Comitê para Planejamento de Estado da URSS e membro integral do 'Presidium,' nome pelo qual o Politburo era então chamado em 1960.
Quando Krushev foi destituído da liderança da União Soviética em outubro de 1964, ele assumiu a posição do antigo dirigente como Premier, no que inicialmente era uma troika no comando no país com Leonid Brejnev como secretário-geral do Partido Comunista e Anastas Mikoyan, e logo depois Nikolai Podgorny, como presidente do Presidium.
Como Premier, Kossygin tentou implementar reformas econômicas no país para mudar a ênfase da economia soviética na indústria pesada e na produção militar para a indústria leve e a produção de bens de consumo geral. Brejnev, entretanto, não apoiou estas políticas e bloqueou sistematicamente suas medidas reformistas. No fim da década de 1960, o secretário-geral era inquestionavelmente o líder da União Soviética e apesar de Kossygin manter seu cargo de Premier e permanecesse no Politburo até 1980, sua posição no comando dos destinos do país enfraqueceu-se consideravelmente.
Em 23 de outubro de 1980, doente, ele renunciou voluntariamente ao cargo de líder do governo. Apesar disto acontecer numa época em que os anúncios de “doença” de líderes soviéticos eram vistos com desconfiança pelo mundo ocidental, como um eufemismo para demissões ou mesmo mortes, Kossygin faleceu dois meses depois de sua renúncia, em dezembro daquele ano.